# Fina de la Vega (pera)
Fina de la Vega es el nombre de una variedad cultivar de pera europea Pyrus communis. Esta pera está cultivada en la colección de la Estación Experimental Aula Dei (Zaragoza). Esta pera también está cultivada en diversos viveros entre ellos algunos dedicados a conservación de árboles frutales en peligro de desaparición. Esta pera variedad muy antigua es originaria de España, en la provincia de Zaragoza (comunidad autónoma de Aragón), y tuvo su mejor época de cultivo comercial antes de la década de 1960, y actualmente en menor medida aún se encuentra.

## Historia
En España 'Fina de la Vega' está considerada incluida en las variedades locales autóctonas muy antiguas, cuyo cultivo se centraba en comarcas muy definidas. Se caracterizaban por su buena adaptación a sus ecosistemas y podrían tener interés genético en virtud de su adaptación. Se encontraban diseminadas por todas las regiones fruteras españolas, aunque eran especialmente frecuentes en la España húmeda. Estas se podían clasificar en dos subgrupos: de mesa y de cocina (aunque algunas tenían aptitud mixta).
'Fina de la Vega' es una variedad clasificada como de mesa, se utiliza también en la cocina, difundido su cultivo en el pasado por los viveros comerciales y cuyo cultivo en la actualidad se ha reducido a huertos familiares y jardines privados.

## Características
El peral de la variedad 'Fina de la Vega' tiene un vigor medio; florece a finales de abril; tubo del cáliz en forma de cubeta amplia con conducto muy corto y bastante ancho, enteramente ocupado por la base de los pistilos.
La variedad de pera 'Fina de la Vega' tiene un fruto de tamaño mediano; forma esferoidal o maliforme, sin cuello, asimétrica, contorno muy irregular, con frecuencia con un surco ligero desde la base del pedúnculo a la cavidad del ojo; piel suave, lisa; color de fondo amarillo con ligera chapa sonrosada o bronceada, presenta un punteado abundante, bien visible, a veces ruginoso-"russeting", con aureola verdosa, zona ruginosa áspera de extensión variable y no siempre presente en la cavidad del ojo y pequeñas manchitas repartidas por todo el fruto, "russeting" (pardeamiento áspero superficial que presentan algunas variedades) medio; pedúnculo de longitud corto o medio, muy grueso, semi-carnoso, carnoso, muy engrosado en la base, sin engrosar en su extremo superior, amarillento en la base, el resto total o parcialmente ruginoso cobrizo, recto, implantado derecho u oblicuo, rara vez como prolongación del mamelón del ápice del fruto, cavidad peduncular nula o muy superficial, ligeramente oblicua, a veces modificada por un mamelón lateral; cavidad calicina muy amplia, bastante profunda, con el borde muy ondulado; ojo mediano o grande, abierto o semicerrado. Sépalos erectos, formando corona, rara vez algún sépalo tumbado sobre el ojo, entrecerrándolo, en algunas ocasiones sépalos partidos quedando solo la base, ligeramente prominente.
Carne de color blanco-amarillenta o verdosa; textura semi-granulosa, extraordinariamente jugosa; sabor dulce, muy aromático, ligeramente alimonado, muy bueno; corazón pequeño, redondeado. Eje de anchura media, hueco solo en su parte superior, en esta parte lanoso. Celdillas medianas, cortas, muy altas, muy próximas al eje. Semillas muy pequeñas, elíptico-redondeadas, globosas, de color castaño oscuro, no uniforme.
La pera 'Fina de la Vega' tiene una maduración a finales de septiembre (en E. E. Aula Dei de Zaragoza). Aguanta en buenas condiciones un mes de almacenamiento en un ambiente refrigerado. Se usa como pera de mesa fresca, y en cocina.